# 翁達河
翁達河是俄羅斯的河流，由卡累利阿共和國負責管轄，河道全長197公里，流域面積4,080平方公里，河水主要來自融雪，最終注入白海-波羅的海運河。